# Termodynamikens tredje huvudsats
Termodynamikens tredje huvudsats är en statistisk naturlag som behandlar entropin i ett termodynamiskt system:
Entropin för en perfekt kristall närmar sig noll då den absoluta temperaturen närmar sig noll.
För ett rent ämne som inte utgör en perfekt kristall i sin mest stabila form gäller inte nödvändigtvis S = 0 vid absoluta nollpunkten. Då temperaturen närmar sig 0 K finns inte längre någon termisk energi att tillgå och således måste ett ämne befinna sig i sin minst energikrävande form, sitt grundtillstånd. Med hjälp av termodynamikens tredje huvudsats är det möjligt att bestämma ett absolut värde på entropin i ett system, med grundtillståndet som utgångspunkt.

## Historia
Bakgrunden till den tredje huvudsatsen är Ludwig Boltzmanns klassiska entropidefinition:
{\displaystyle S=k_{B}\cdot \ln(\Omega )\,}
där han visade att entropin S för ett system i jämvikt är proportionell mot antalet mikrotillstånd Ω. Lägre temperatur innebär mindre antal möjliga mikrotillstånd och systemets entropi sjunker. 
Termodynamikens tredje huvudsats utvecklades av kemisten Walther Nernst under åren 1906-1912, varför tredje huvudsatsen ofta benämns Nernsts teorem eller Nernsts postulat. Den tredje huvudsatsen postulerar att entropin för ett system vid absoluta nollpunkten har ett väldefinierat konstant värde. Anledningen till detta är att systemet vid 0 K existerar i sitt grundtillstånd. Det är dock omöjligt att nå absoluta nollpunkten i praktiken eftersom det skulle kräva total frikoppling från resten av universum.

## Överblick
Kortfattat postulerar termodynamikens tredje huvudsats att entropin hos en perfekt kristall närmar sig noll då temperaturen närmar sig absoluta nollpunkten, ett viktigt undantag är dock grundämnet helium som i sitt grundtillstånd är flytande. Huvudsatsen ger en absolut referenspunkt för att avgöra entropin i ett system. Den entropi som bestäms relativt denna punkt kallas absolut entropi.
Entropin för en perfekt kristallstruktur definieras av Nernsts teorem som noll (förutsatt att grundtillståndet är unikt, ty kB · ln(1) = 0 i enlighet med Boltzmanns definition av entropi). System som av symmetriskäl har två grundtillstånd har absoluta nollpunkten en entropi som motsvarar kB · ln(2), vilket kan ses som försumbart på ett makroskopiskt plan. Vissa former av material, exempelvis glaser, kan dock ha väldigt höga entropier vid 0 K.